# Hydroporus melanarius
Hydroporus melanarius is een keversoort uit de familie waterroofkevers (Dytiscidae). De wetenschappelijke naam van de soort is voor het eerst geldig gepubliceerd in 1835 door Sturm.